# Lijst van voetbalinterlands Chili - Turkije
Deze lijst van voetbalinterlands is een overzicht van alle officiële voetbalwedstrijden tussen de nationale teams van Chili en Turkije. De landen speelden tot op heden drie keer tegen elkaar. De eerste ontmoeting, een vriendschappelijke wedstrijd, werd gespeeld in Santiago op 22 juni 1995. Het laatste duel, eveneens een vriendschappelijke wedstrijd, vond plaats op 20 augustus 2008 in İzmit.

## Wedstrijden
| № | Plaats   | Datum            | Competitie        | Wedstrijd       | Uitslag |
| - | -------- | ---------------- | ----------------- | --------------- | ------- |
| 1 | Santiago | 22 juni 1995     | Vriendschappelijk | Chili – Turkije | 0 – 0   |
| 2 | Kerkrade | 17 april 2002    | Vriendschappelijk | Turkije – Chili | 2 – 0   |
| 3 | İzmit    | 20 augustus 2008 | Vriendschappelijk | Turkije – Chili | 1 – 0   |

## Samenvatting
| Competitie        | Totaal gespeeld | Winst Chili | Gelijk | Winst Turkije | Doelsaldo Chili – Turkije |
| ----------------- | --------------- | ----------- | ------ | ------------- | ------------------------- |
| Vriendschappelijk | 3               | 0           | 1      | 2             | 0 − 3                     |
| Totaal            | 3               | 0           | 1      | 2             | 0 − 3                     |

Wedstrijden bepaald door strafschoppen worden, in lijn met de FIFA, als een gelijkspel gerekend.

## Details

### Eerste ontmoeting
| Vriendschappelijk (Santiago, Chili, 22 juni 1995): |              | |
| Chili | 0 – 0        | Turkije |
| | goals        | |
| Xabier Azkargorta | bondscoach   | Fatih Terim |
| Marcelo Ramirez Eduardo Vilches Javier Margas Gabriel Mendoza Miguel Ramírez Patricio Mardones ??' Fabián Guevara José Luis Sierra ??' Fabián Estay Marcelo Salas 22' Ivo Basay | opstellingen | Rüştü Reçber Osman Özköylü Bülent Korkmaz Alpay Özalan Ogün Temizkanoğlu Tugay Kerimoğlu 57' Tolunay Kafkas Abdullah Ercan 66' Oğuz Çetin 66' Hami Mandıralı Ertuğrul Sağlam |
| Sebastián Rozental 22' Pablo Galdamés ??' Esteban Valencia ??' | wissels      | 57' Tarık Daşgün 66' Bülent Uygun 66' Mustafa Özer |
| | gele kaarten | ??' Osman Özköylü ??' Bülent Korkmaz ??' Tugay Kerimoğlu |
| | rode kaarten | 49' Ertuğrul Sağlam |

### Tweede ontmoeting
| Vriendschappelijk (Kerkrade, Nederland, 17 april 2002): |              | |
| Turkije | 2 – 0        | Chili |
| Hakan Şükür 30' İlhan Mansız 81' | goals        | |
| Şenol Güneş | bondscoach   | César Vaccia |
| Ömer Çatkıç 85' Emre Aşık 85' Bülent Korkmaz 68' Fatih Akyel Emre Belözoğlu 85' Ergün Penbe Tayfun Korkut 63' Tugay Kerimoğlu 63' Hakan Şükür 85' İlhan Mansız Hakan Ünsal 68' | opstellingen | Johnny Herrera Pablo Contreras Alex von Schwedler Rafael Olarra 78' Gamadiel García Marcos González Clarence Acuña Rodrigo Millar Rodrigo Tello 70' Sebastián Pardo 68' Héctor Tapia |
| Nihat Kahveci 63' Tayfur Havutçu 63' Ümit Ózat 68' Abdullah Ercan 68' Ümit Davala 85' Ogün Temizkanoğlu 85' Arif Erdem 85'                                                     | wissels      | |
| | gele kaarten | 34' Gamadiel García |

### Derde ontmoeting
| Vriendschappelijk (İzmit, Turkije, 20 augustus 2008): |              | |
| Turkije | 1 – 0        | Chili |
| Halil Altıntop 75' | goals        | |
| Fatih Terim | bondscoach   | Marcelo Bielsa |
| Volkan Demirel Gökhan Zan Gökhan Gönül Servet Çetin Uğur Boral 65' Selçuk Şahin 46' Mehmet Aurélio Colin Kâzım-Richards 63' Ayhan Akman 59' Semih Şentürk 46' Tuncay Şanlı 80' | opstellingen | Claudio Bravo Pablo Contreras Roberto Cereceda Gonzalo Jara Arturo Vidal 46' Matías Fernández Marco Estrada 77' Mark González 77' Carlos Carmona Humberto Suazo Alexis Sánchez |
| Halil Altıntop 46' Gökhan Ünal 46' Nuri Şahin 59' Serdar Özkan 63' İbrahim Kaş 65' Mehmet Topal 80'                                                                            | wissels      | 46' Jorge Valdivia 77' Jean Beausejour 77' Gonzalo Fierro |
| Nuri Şahin 85' | gele kaarten | 31' Alexis Sánchez |

FFCh · A-internationals · Selecties · Bondscoaches · Chileens vrouwenelftal · Olympisch elftal · Chili U21 · Chili U20 · Chili U19 · Chili U18 · Chili U17
1910 – 1919 ·
1920 – 1929 ·
1930 – 1939 ·
1940 – 1949 ·
1950 – 1959 ·
1960 – 1969 ·
1970 – 1979 ·
1980 – 1989 ·
1990 – 1999 ·
2000 – 2009 ·
2010 – 2019 ·
2020 – 2029
WK 1930 · 
WK 1950 · 
WK 1962 · 
WK 1966 · 
WK 1974 · 
WK 1982 · 
WK 1998 · 
WK 2010 · 
WK 2014
OS 1928 · 
OS 1952 · 
OS 1984 · 
OS 2000
1910 · 
1911 · 1912 · 
1913 · 
1914 · 1915 · 
1916 · 
1917 · 
1918 · 
1919 · 
1920 · 
1921 · 
1922 · 
1923 · 
1924 · 
1925 · 
1926 · 
1927 · 
1928 · 
1929 · 
1930 · 
1931 · 1932 · 1933 · 1934 · 
1935 · 
1936 · 
1937 · 
1938 · 
1939 · 
1940 · 
1941 · 
1942 · 
1943 · 1944 · 
1945 · 
1946 · 
1947 · 
1948 · 
1949 · 
1950 · 
1951 · 
1952 · 
1953 · 
1954 · 
1955 · 
1956 · 
1957 · 
1958 · 
1959 · 
1960 · 
1961 · 
1962 · 
1963 · 
1964 · 
1965 · 
1966 · 
1967 · 
1968 · 
1969 · 
1970 · 
1971 · 
1972 · 
1973 · 
1974 · 
1975 · 
1976 · 
1977 · 
1978 · 
1979 · 
1980 · 
1981 · 
1982 · 
1983 · 
1984 · 
1985 · 
1986 · 
1987 · 
1988 · 
1989 · 
1990 ·
1991 · 
1992 · 
1993 · 
1994 · 
1995 · 
1996 · 
1997 · 
1998 · 
1999 · 
2000 · 
2001 · 
2002 · 
2003 · 
2004 · 
2005 · 
2006 · 
2007 · 
2008 · 
2009 · 
2010 · 
2011 · 
2012 · 
2013 · 
2014 · 
2015 · 
2016 ·
2017 ·
2018 ·
2019 ·
2020 ·
2021 ·
2022 ·
2023 ·
2024
Albanië ·
Algerije ·
Argentinië ·
Armenië ·
Australië ·
België ·
Bolivia ·
Bosnie en Herzegovina ·
Brazilië ·
Bulgarije ·
Burkina Faso ·
Canada ·
China ·
Colombia ·
Costa Rica ·
Cuba ·
DDR ·
Denemarken ·
Dominicaanse Republiek ·
Duitsland ·
Ecuador ·
Egypte ·
El Salvador · 
Engeland ·
Estland ·
Finland ·
Frankrijk ·
Ghana · 
Griekenland ·
Guatemala ·
Guinee ·
Haïti ·
Honduras ·
Hongarije ·
Ierland ·
IJsland ·
Irak ·
Iran ·
Israël ·
Italië ·
Ivoorkust ·
Jamaica ·
Japan ·
Joegoslavië ·
Kameroen ·
Kroatië ·
Litouwen ·
Marokko ·
Mexico ·
Nederland ·
Nieuw-Zeeland · 
Noord-Ierland ·
Noord-Korea ·
Oekraïne · 
Oman · 
Oostenrijk ·
Palestina ·
Panama · 
Paraguay ·
Peru ·
Polen ·
Portugal · 
Qatar ·
Roemenië · 
Rusland ·
Saoedi-Arabië ·
Schotland ·
Senegal ·
Servië ·
Slowakije ·
Sovjet-Unie ·
Spanje ·
Togo ·
Trinidad en Tobago ·  
Tsjecho-Slowakije ·
Tunesië · 
Turkije · 
Uruguay ·
Venezuela ·
Verenigde Arabische Emiraten ·
Verenigde Staten ·
Wales ·
Zambia ·
Zuid-Afrika ·
Zuid-Korea ·
Zweden ·
Zwitserland
Algerije (1982) · 
Australië (2014) · 
Brazilië (2014) · 
Honduras (2010) · 
Nederland (2014) · 
Oostenrijk (1982) · 
Spanje (2010) · 
Spanje (2014) · 
West-Duitsland (1982) · 
Zwitserland (2010)
TFF · A-internationals · Selecties · Bondscoaches · Turks vrouwenelftal · Olympisch elftal · Turkije U21 · Turkije U20 · Turkije U19 · Turkije U18 · Turkije U17 · Turkije U16
1923 – 1929 · 
1930 – 1939 · 
1940 – 1949 · 
1950 – 1959 · 
1960 – 1969 · 
1970 – 1979 · 
1980 – 1989 · 
1990 – 1999 · 
2000 – 2009 · 
2010 – 2019 ·
2020 − 2029
EK 1996 · 
EK 2000 · 
EK 2008 · 
EK 2016 ·
EK 2020 ·
EK 2024 · WK 1954 · WK 2002 · OS 1924 · 
OS 1928 · 
OS 1936 · 
OS 1948 · 
OS 1952 · 
OS 1960
1923 · 
1924 · 
1925 · 
1926 · 
1927 · 
1928 · 
1929 · 1930 · 
1931 · 
1932 · 
1933 · 1934 · 1935 · 
1936 · 
1937 · 
1938 · 1939 · 1940 · 1941 · 1942 · 1943 · 1944 · 1945 · 1946 · 1947 · 
1948 · 
1949 · 
1950 · 
1952 · 
1952 · 
1953 · 
1954 · 
1955 · 
1956 · 
1957 · 
1958 · 
1959 · 
1960 · 
1961 · 
1962 · 
1963 · 
1964 · 
1965 · 
1966 · 
1967 · 
1968 · 
1969 · 
1970 · 
1971 · 
1972 · 
1973 · 
1974 · 
1975 · 
1976 · 
1977 · 
1978 · 
1979 · 
1980 · 
1981 · 
1982 · 
1983 · 
1984 · 
1985 · 
1986 · 
1987 · 
1988 · 
1989 · 
1990 · 
1991 · 
1992 · 
1993 · 
1994 · 
1995 · 
1996 · 
1997 · 
1998 · 
1999 · 
2000 · 
2001 · 
2002 · 
2003 · 
2004 · 
2005 · 
2006 · 
2007 · 
2008 · 
2009 · 
2010 · 
2011 · 
2012 · 
2013 · 
2014 · 
2015 ·
2016 ·
2017 ·
2018 ·
2019 ·
2020 ·
2021 ·
2022 ·
2023 ·
2024
Albanië ·
Algerije ·
Andorra ·
Angola ·
Armenië ·
Australië ·
Azerbeidzjan ·
België ·
Bosnië en Herzegovina ·
Brazilië ·
Bulgarije ·
Canada ·
Chili ·
China ·
Colombia ·
Costa Rica ·
DDR ·
Denemarken ·
Duitsland ·
Ecuador ·
Egypte ·
Engeland ·
Estland ·
Ethiopië ·
Faeröer ·
Finland ·
Frankrijk ·
Georgië ·
Ghana ·
Gibraltar ·
Griekenland ·
Guinee ·
Honduras ·
Hongarije ·
Ierland ·
IJsland ·
Irak ·
Iran ·
Israël ·
Italië ·
Ivoorkust ·
Japan ·
Joegoslavië ·
Kameroen ·
Kazachstan ·
Kosovo ·
Kroatië ·
Letland ·
Libanon ·
Libië ·
Liechtenstein ·
Litouwen ·
Luxemburg ·
Maleisië ·
Malta ·
Moldavië ·
Montenegro · 
Nederland ·
Nieuw-Zeeland ·
Noord-Ierland ·
Noord-Macedonië ·
Noorwegen ·
Oekraïne ·
Oezbekistan ·
Oostenrijk ·
Pakistan ·
Paraguay ·
Polen ·
Portugal ·
Qatar · 
Roemenië ·
Rusland ·
San Marino ·
Saoedi-Arabië ·
Schotland ·
Senegal ·
Servië ·
Slovenië · 
Slowakije ·
Sovjet-Unie ·
Spanje ·
Syrië ·
Tsjechië ·
Tsjecho-Slowakije ·
Tunesië ·
Uruguay ·
Verenigde Staten ·
Wales ·
Wit-Rusland ·
Zuid-Afrika ·
Zuid-Korea ·
Zweden ·
Zwitserland
Brazilië (2002, 1) · 
Costa Rica (2002) · 
Duitsland (2008) · 
Italië (2021) · 
Kroatië (2008) · 
Kroatië (2016) · 
Portugal (2008) · 
Spanje (2016) · 
Tsjechië (2008) · 
Wales (2021) · 
Zwitserland (2008) · 
Zwitserland (2021)